# Tenuipalpus ariauae
Tenuipalpus ariauae är en spindeldjursart som beskrevs av Fabiola Feres och Hernandes 2006. Tenuipalpus ariauae ingår i släktet Tenuipalpus och familjen Tenuipalpidae. Inga underarter finns listade i Catalogue of Life.